# شو إيتو

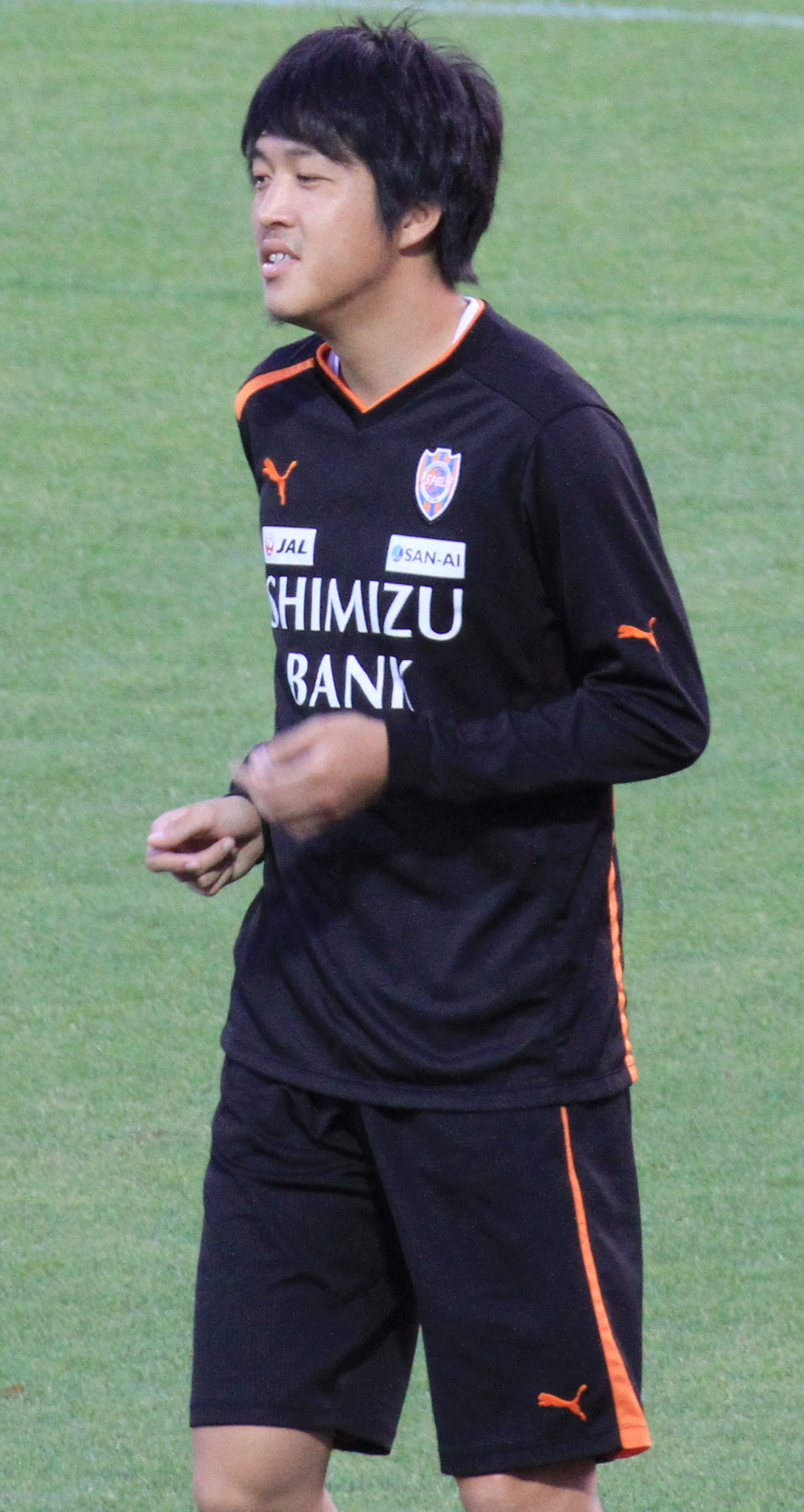

شو إتو (مواليد 24 يوليو 1988 في كاسوغاي - اليابان) لاعب كرة قدم ياباني يلعب حاليا لصالح نادي كاشيما أنتلرز منذ 2019 في مركز المهاجم.

## روابط خارجية
- شو إيتو على موقع رابطة كرة القدم اليابانية للمحترفين (اليابانية)
- شو إيتو على موقع قاعدة بيانات كرة القدم.إي يو (الإنجليزية)
- شو إيتو على موقع Soccerway.com (الإنجليزية)
- شو إيتو على موقع عالم كرة القدم.نت (الإنجليزية)